# Roben & Knud (album)
Roben & Knud er debutalbummet fra den danske pop-/satiregruppe Roben & Knud. Det blev udgivet gennem Papa Soleils pladeselskab i 1998 og blev en stor succes blandt danske unge, takket være singlen Tine Pingvin. 

## Spor
1. "Skorpionens sang" – 1:57
2. "Andesangen" – 3:34
3. "Darwins sang" – 1:49
4. "Skovens sang" – 3:23
5. "Goddag lille Ole" – 1:21
6. "Stjernen i mit liv" – 2:22
7. "Hættemåge" – 3:33
8. "Regnevisen" – 2:27
9. "Jeg så en mand" – 1:27
10. "Tine Pingvin" – 3:33
11. "Jesper Klein" – 0:58
12. "Gazellens sang" – 3:01
13. "Vinkesangen" – 1:35
14. "Bonnies egern" – 4:28
15. "Du er min ven" – 1:39